# 松阪市立港小学校
松阪市立港小学校（まつさかしりつ みなとしょうがっこう）は三重県松阪市の市立小学校。

## 沿革
学制発布に伴い、1876年（明治9年）6月に浄福寺を校舎として町平尾学校が創設され、同年12月には西方寺を校舎に郷津学校も開校した。町平尾学校と郷津学校は共に1887年（明治20年）1月に改称し、それぞれ町平尾小学簡易科授業所、郷津小学簡易科授業所となった。これら2校は1892年（明治25年）8月に統合し、港尋常小学校と称した。1901年（明治34年）4月に大平尾に分教場を設置した。1908年（明治41年）4月、高等科の設置により港尋常高等小学校に改称し、1910年（明治43年）4月に農業補習学校、1926年（大正15年）7月に青年訓練所が並置された。
1941年（昭和16年）4月、国民学校令により港国民学校に改称、1947年（昭和22年）4月に港小学校へと校名を改めた。更に1954年（昭和29年）10月に港村が松阪市に編入されたことで、松阪市立港小学校になった。
なお学校所蔵の沿革によると、町平尾学校設立（1876）を創立年とし、明治40年現在地に新校舎を建設、盛大に落成式典を祝った10月27日を創立記念日と定めている。港村という呼称は、明治22年の町村制施行以前には存在しなかったが、東部が大口港（松阪港）として有名であったことに由来する。大正１3年旧港村の南部６か村が松阪町に合併したことから、本来の港である大口を含む地域は、大正14年松阪第四小学校となった。

## 校区
※は、一部の番地で学区（校区）が異なる。市立中学校に進学する場合、松阪市立鎌田中学校の校区に含まれる。
- 大塚町
- 大平尾町
- 新松ヶ島町
- 町平尾町
- 荒木町
- 猟師町
- 大口町※
- 石津町※
- 久保田町※
- 船江町※

## 児童数
2009年5月1日現在の児童数は276人。2016年5月1日現在の児童数は14学級285人、教員数は19人。